# Đuro I., kralj Velike Britanije i Irske
Đuro I., eng. George Louis (Osnabrück, Hannover, 28. svibnja 1660. – Osnabrück, Hannover, 4. kolovoza 1727.) kralj Velike Britanije i Irske od 1714. do 1727. i knez izbornik Hannovera od 1698. do 1727. Prvi je britanski vladar iz dinastije Hannover.
Njegov otac je knez izbornik Hannovera, a majka mu je Sofija Češka preko koje je praunuk engleskog kralja Jakova I. Naslijedio je kraljicu Anu od Velike Britanije.
Bio je jako vezan za svoje njemačko podrijetlo tako da nikada nije naučio engleski i često je i dugo boravio u Hannoveru zbog čega je bio nepopularan u Engleskoj.
Jako se zanimao za vanjsku politiku i zahvaljujući njemu potpisan je treći Trostruki savez s Nizozemskom i Francuskom.
| Prethodnik Ana | Britanski kralj | Nasljednik Đuro II. |